# Озерцы (Варашский район)
Озерцы (укр. Озерці) — село в Варашской городской общине Варашского района Ровненской области Украины. В селе есть Озерецкий заповедник.
Население по переписи 2001 года составляло 833 человека. Почтовый индекс — 34321. Телефонный код — 3634. Код КОАТУУ — 5620887401.